# Wipsania Marcela Agrypina
Vipsania Marcella Agrippina (ur. 27 p.n.e. – zm. ?) – jedna z córek Marka Agrypy z jego drugiego małżeństwa z Marcelą Młodszą. Jako wnuczka siostry cesarza Augusta ściśle związana z dynastią julijsko-klaudyjską.
Wywód przodków:
| 4. Lucius Vipsanius Agrypa    |  |                    |  |  |                              |
|                               |  | 2. Marek Agryppa   |  |  |                              |
| 5. NN                         |  |                    |  |  |                              |
|                               |  |                    |  |  | 1. Wipsania Marcela Agrypina |
| 6. Gajusz Klaudiusz Marcellus |  |                    |  |  |                              |
|                               |  | 3. Marcela Starsza |  |  |                              |
| 7. Oktawia Młodsza            |  |                    |  |  |                              |
|                               |  |                    |  |  |                              |

Około 14 p.n.e. poślubiła Publiusza Kwinktiliusza Warusa polityka i dowódcę, który przeszedł do historii jako ten, który stracił trzy legiony w czasie klęski w bitwie w Lesie Teutoburskim. Prawdopodobnie ich synem był Sekstus Noniusz Kwinktilianus (Sextus Nonius Quinctilianus) adoptowany przez Lucjusza Noniusza Asprenasa, szwagra Warusa, konsul w 8 r. n.e.